# Maggio Musicale Fiorentino
El Maggio Musicale Fiorentino es un festival de ópera que se celebra cada año desde 1933 en Florencia.

## Historia
El festival fue fundado en abril de 1933 por el director Vittorio Gui, con el objetivo de presentar óperas, tanto contemporáneas como olvidadas, visualmente en producciones dramáticas. Fue el primer festival de música en Italia, siendo Nabucco de Verdi la primera ópera en presentarse. De las primeras óperas presentadas pocas aún quedan en escena. En la actualidad tiene lugar entre finales de abril, mayo y en junio, generalmente con cuatro óperas.
La primera edición del exitoso festival fue llevado a cabo tentativamente en 1937, con la presentación de nueve óperas, pero después de 1937, se convirtió en un festival anual, excepto durante la Segunda Guerra Mundial. Muchas de las actuaciones tienen lugar en el Teatro Municipal, el Teatro Piccolo y el Teatro della Pergola. 
En 2009, debido a recortes en los fondos del gobierno, dos de las cuatro óperas (Billy Budd y Macbeth) se cancelaron.

## Directores musicales de la Orquesta del Maggio Musicale Fiorentino
- Vittorio Gui (1928-1936)
- Mario Rossi (1937-1946)
- Francesco Siciliani (1948-1957)
- Bruno Bartoletti (1957-1964)
- Riccardo Muti (1969-1981)
- Zubin Mehta (1985-2018) director principal emérito de por vida
- Fabio Luisi (2018-2019)
- Daniele Gatti (2022-2025)